# Scoparia (djur)
Scoparia är ett släkte av fjärilar som beskrevs av Adrian Hardy Haworth 1811. Enligt Catalogue of Life ingår Scoparia i familjen Crambidae, men enligt Dyntaxa är tillhörigheten istället familjen mott.

## Dottertaxa tillScoparia, i alfabetisk ordning[1][2]
- Scoparia absconditalis
- Scoparia acharis
- Scoparia acropola
- Scoparia adoxodes
- Scoparia aequipennalis
- Scoparia aestiva
- Scoparia afghanorum
- Scoparia alaskalis
- Scoparia alba
- Scoparia albifrons
- Scoparia albifusalis
- Scoparia albipunctata
- Scoparia albonigra
- Scoparia alticola
- Scoparia ambigualis (Variabelt ugglemott)[3]
- Scoparia anadonta
- Scoparia anagantis
- Scoparia anaplecta
- Scoparia ancipitalis
- Scoparia ancipitella
- Scoparia animosa
- Scoparia anisophragma
- Scoparia antarcticalis
- Scoparia anthomera
- Scoparia apachealis
- Scoparia apheles
- Scoparia arcta
- Scoparia argolina
- Scoparia arundinata
- Scoparia asaleuta
- Scoparia asphodeliella
- Scoparia astragalota
- Scoparia atomalis
- Scoparia atricuprea
- Scoparia atropicta
- Scoparia augastis
- Scoparia australialis
- Scoparia australiensis
- Scoparia australis
- Scoparia autochroa
- Scoparia autumna
- Scoparia axiolecta
- Scoparia basalis
- Scoparia basistrigalis
- Scoparia benigna
- Scoparia berytella
- Scoparia bifascialis
- Scoparia biplagialis
- Scoparia biradiellus
- Scoparia biscutella
- Scoparia blanchardi
- Scoparia brigittae
- Scoparia bytinskiella
- Scoparia caecimaculalis
- Scoparia caesia
- Scoparia californialis
- Scoparia caliginosa
- Scoparia canicostalis
- Scoparia caradjai
- Scoparia carvalhoi
- Scoparia cembrae
- Scoparia cembrella
- Scoparia cervalis
- Scoparia chalicodes
- Scoparia charopoea
- Scoparia chiasta
- Scoparia chordactis
- Scoparia chrysopetra
- Scoparia cinefacta
- Scoparia cinereomedia
- Scoparia ciserodes
- Scoparia citrochroa
- Scoparia claranota
- Scoparia clavata
- Scoparia cleodoralis
- Scoparia coeruleotincta
- Scoparia commercialis
- Scoparia congestalis
- Scoparia conicella
- Scoparia conifera
- Scoparia conspicualis
- Scoparia contempta
- Scoparia contemptalis
- Scoparia contexta
- Scoparia coprista
- Scoparia crassiusculla
- Scoparia crepuscula
- Scoparia crocalis
- Scoparia crocospila
- Scoparia crossi
- Scoparia crucigera
- Scoparia crypserythra
- Scoparia cyameuta
- Scoparia cyclophora
- Scoparia dardennei
- Scoparia declavata
- Scoparia declivis
- Scoparia dela
- Scoparia delicatalis
- Scoparia deliniens
- Scoparia denigata
- Scoparia depressoides
- Scoparia dicteella
- Scoparia dipenda
- Scoparia diphtheralis
- Scoparia dispersa
- Scoparia distictalis
- Scoparia dominicki
- Scoparia dryphactis
- Scoparia dubitalis
- Scoparia dufayi
- Scoparia ejuncida
- Scoparia elongalis
- Scoparia emmetropis
- Scoparia encapna
- Scoparia encausta
- Scoparia epigypsa
- Scoparia ergatis
- Scoparia erralis
- Scoparia erythroneura
- Scoparia eumeles
- Scoparia eutacta
- Scoparia excursalis
- Scoparia exhibitalis
- Scoparia exilis
- Scoparia exterminata
- Scoparia extincta
- Scoparia fakoensis
- Scoparia falsa
- Scoparia famularis
- Scoparia fasciata
- Scoparia favilliferella
- Scoparia fimbriata
- Scoparia flavellus
- Scoparia fragosa
- Scoparia fumata
- Scoparia fusculalis
- Scoparia gallica
- Scoparia gethosyna
- Scoparia glauculalis
- Scoparia gomphota
- Scoparia gracilis
- Scoparia graecella
- Scoparia halopis
- Scoparia harpalea
- Scoparia helenensis
- Scoparia huachucalis
- Scoparia humilialis
- Scoparia hypoxantha
- Scoparia hyrcanella
- Scoparia idiogama
- Scoparia ieralis
- Scoparia ignicola
- Scoparia illota
- Scoparia indica
- Scoparia indistinctalis
- Scoparia inexoptata
- Scoparia ingratella
- Scoparia inspersella
- Scoparia ischnoptera
- Scoparia isochroalis
- Scoparia ithyntis
- Scoparia ivanalis
- Scoparia iwasakii
- Scoparia jonesalis
- Scoparia juldusellus
- Scoparia kanai
- Scoparia kiangensis
- Scoparia klinckowstroemi
- Scoparia lasercella
- Scoparia latipennis
- Scoparia lativitta
- Scoparia legionaria
- Scoparia leucealis
- Scoparia leucomela
- Scoparia leuconota
- Scoparia libella
- Scoparia lichenopa
- Scoparia limatula
- Scoparia longipennis
- Scoparia lucidalis
- Scoparia lychnophanes
- Scoparia magnipunctalis
- Scoparia manifestella
- Scoparia manschurica
- Scoparia marioni
- Scoparia matsuii
- Scoparia matuta
- Scoparia mediorufalis
- Scoparia melanomaculosa
- Scoparia melanoxantha
- Scoparia meridionalis
- Scoparia mesogramma
- Scoparia metaleucalis
- Scoparia meyi
- Scoparia meyrickii
- Scoparia minusculalis
- Scoparia molestalis
- Scoparia molifera
- Scoparia molliculella
- Scoparia monochroma
- Scoparia monticola
- Scoparia multifacies
- Scoparia murificalis
- Scoparia nephelitis
- Scoparia nevadalis
- Scoparia nigritalis
- Scoparia niphetodes
- Scoparia niphospora
- Scoparia nipponalis
- Scoparia nomeutis
- Scoparia normalis
- Scoparia obispalis
- Scoparia objurgalis
- Scoparia obsoleta
- Scoparia ochrealis
- Scoparia ochrophara
- Scoparia ochrotalis
- Scoparia olivaris
- Scoparia orthioplecta
- Scoparia oxycampyla
- Scoparia oxygona
- Scoparia pacificalis
- Scoparia pallidula
- Scoparia palloralis
- Scoparia panopla
- Scoparia parachalca
- Scoparia paracycla
- Scoparia parca
- Scoparia parmifera
- Scoparia pascoella
- Scoparia pediopola
- Scoparia penumbralis
- Scoparia perplexella
- Scoparia petrina
- Scoparia pfeifferi
- Scoparia phaealis
- Scoparia phaeopalpia
- Scoparia phalerias
- Scoparia philippinensis
- Scoparia philonephes
- Scoparia philorphna
- Scoparia plagiotis
- Scoparia platymera
- Scoparia platysticha
- Scoparia polialis
- Scoparia poliophaealis
- Scoparia protorthra
- Scoparia psednopa
- Scoparia pulveralis
- Scoparia pulverulentella
- Scoparia pura
- Scoparia purbeckensis
- Scoparia pusilla
- Scoparia pyralella
- Scoparia pyraustoides
- Scoparia resinodes
- Scoparia rigidalis
- Scoparia rotuellus
- Scoparia rufostigma
- Scoparia ruidosalis
- Scoparia saerdabella
- Scoparia schizodesma
- Scoparia scintillulalis
- Scoparia scotica
- Scoparia scripta
- Scoparia semiamplalis
- Scoparia sibirica
- Scoparia sideraspis
- Scoparia signella
- Scoparia silacella
- Scoparia similis
- Scoparia sinensis
- Scoparia sinuata
- Scoparia spadix
- Scoparia spelaea
- Scoparia spinata
- Scoparia staudingeralis
- Scoparia stenopa
- Scoparia stereostigma
- Scoparia stotzneri
- Scoparia striatalis
- Scoparia strigigramma
- Scoparia subditella
- Scoparia subfusca
- Scoparia subgracilis
- Scoparia subitus
- Scoparia submedinella
- Scoparia submolestalis
- Scoparia subtersa
- Scoparia susanae
- Scoparia sylvestralis
- Scoparia sylvestris
- Scoparia syntaracta
- Scoparia syriaca
- Scoparia taiwanensis
- Scoparia talboti
- Scoparia termobola
- Scoparia tersella
- Scoparia tetracycla
- Scoparia thomealis
- Scoparia tibetalis
- Scoparia ticinensis
- Scoparia tivira
- Scoparia tohokuensis
- Scoparia transversalis
- Scoparia trapezophora
- Scoparia triangulalis
- Scoparia tricolor
- Scoparia triscelis
- Scoparia tristicta
- Scoparia tristrigella
- Scoparia tritocirrha
- Scoparia truncatalis
- Scoparia tuicana
- Scoparia turneri
- Scoparia tweediei
- Scoparia tyrophanta
- Scoparia ulmaya
- Scoparia ulmella
- Scoparia unicolorella
- Scoparia unicornutella
- Scoparia ustimacula
- Scoparia utsugii
- Scoparia valenternota
- Scoparia vesubiella
- Scoparia whalleyi
- Scoparia vinasalis
- Scoparia vinotinctalis
- Scoparia vulpecula
- Scoparia xsignata
- Scoparia yakushimana
- Scoparia yamanakai
- Scoparia ycarda
- Scoparia zelleri